# Petr Uhl

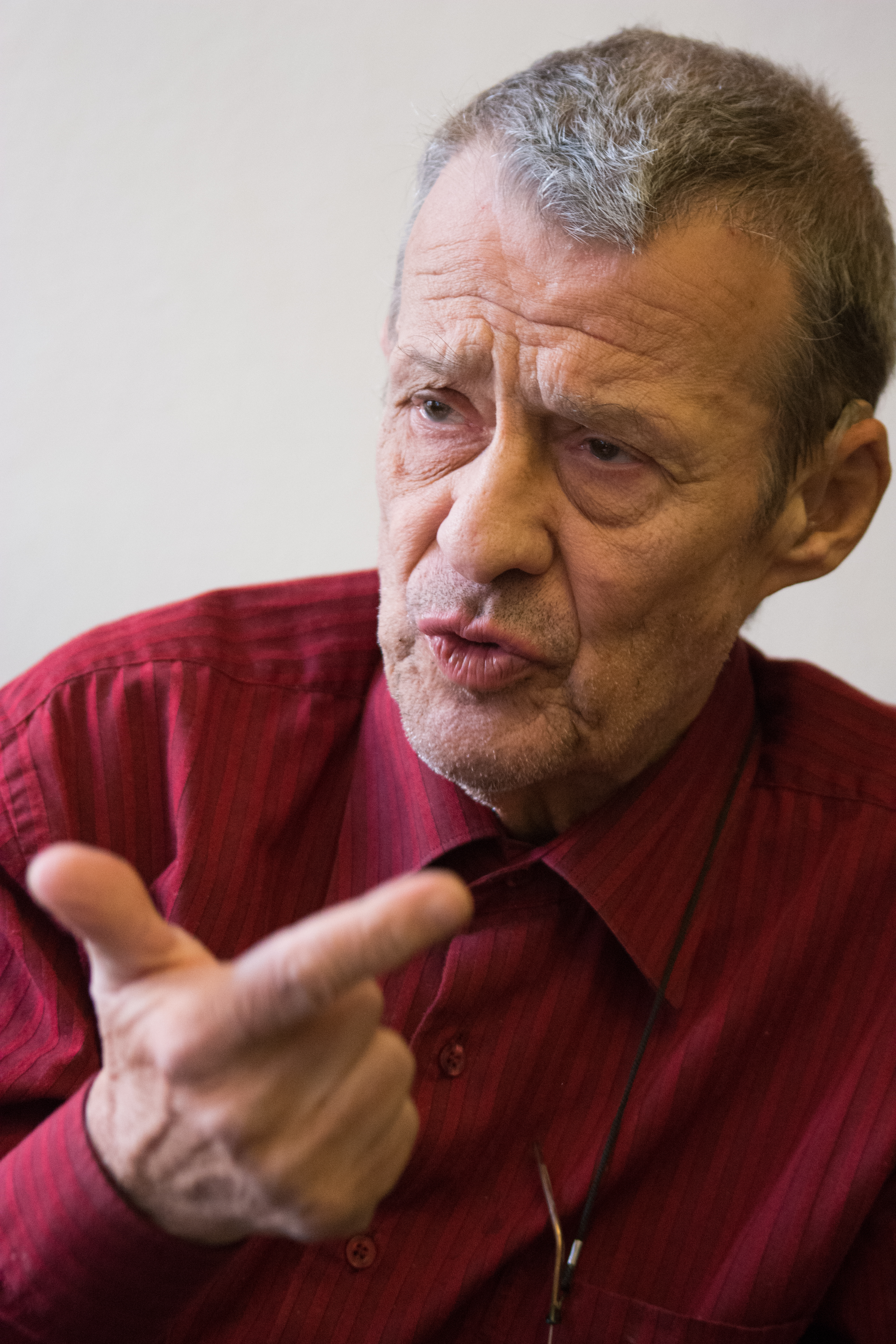
Petr Uhl

Petr Uhl (* 8. Oktober 1941 in Prag; † 1. Dezember 2021) war ein tschechischer Publizist und Dissident. Er war eines der ersten Opfer der Säuberungen in der Tschechoslowakei nach der Zerschlagung des Prager Frühlings von 1968. Er selbst verstand sich damals als Marxist und Trotzkist. Er verbrachte etliche Jahre im Gefängnis (1969–1975 und 1979–1984).

## Leben
Petr Uhl studierte Maschinenbau an der Technischen Hochschule in Prag und wurde Diplomingenieur. Nach einigen Besuchen in Frankreich fing er an, mit dem Trotzkismus und der Vierten Internationale zu sympathisieren; er ließ sich durch die Ideen von Ernest Mandel stark beeinflussen. Nach der Zerschlagung des Prager Frühlings gründete er im Untergrund die HRM / Hnutí revoluční mládeže (Bewegung der revolutionären Jugend), eine kleine Gruppe von nur einigen Dutzend Personen. Bereits im Dezember 1969 wurde die Gruppe zerschlagen, einige Mitglieder, darunter Petr Uhl und seine damalige Gefährtin Sibylle Plogstedt (aus West-Berlin), verhaftet und in einem Schauprozess verurteilt; Petr Uhl zu vier Jahren Haft. Seit 1974 war Petr Uhl mit der Historikerin und Philosophin Anna Šabatová verheiratet.
1977 gehörte er zu den ersten Unterzeichnern der oppositionelle Bürgerbewegung Charta 77; er war auch der Herausgeber des Informationsbulletins der Charta 77. Bereits im April 1978 gründete er zusammen mit Václav Havel und anderen das Komitee zur Verteidigung von zu Unrecht Verfolgten VONS (Výbor na obranu nespravedlivě stíhaných). Im Oktober 1979 wurde er wieder verurteilt, diesmal zu fünf Jahren Haft. Er wirkte in der Polnisch-tschechoslowakischen Solidarität, welche die Zusammenarbeit der polnischen und tschechoslowakischen Dissidenten koordinieren sollte, von 1988 bis 1989 arbeitete er in der Osteuropäischen Informationsagentur.
Petr Uhl war in den 1970er Jahren eine der Identifikationsfiguren des marxistisch orientierten Widerstandes gegen die sowjetische Hegemonie in der Tschechoslowakei, unter anderem auch für die in West-Berlin erscheinende tschechischsprachige Zeitschrift informační materiály, die auch seine Arbeit Programm der gesellschaftlichen Selbstverwaltung auf Tschechisch herausgab (Originaltitel: Program společenské samosprávy, herausgegeben zusammen mit dem Index-Verlag). In den 80er Jahren war die Wohnung der Familie im Zentrum Prags ein wichtiger Umschlagplatz der Informationen zwischen der Charta 77, osteuropäischen Dissidenten und Journalisten aus aller Welt. Der kommunistische Geheimdienst überwachte das Mietshaus Ende der 80er Jahre mit einer fest installierten Kamera.
Nach dem Sturz des Regimes war er unter anderem 1990–1992 Direktor der Nachrichtenagentur ČTK. Zwischen 1998 und 2001 war Uhl Bevollmächtigter der tschechischen Regierung im Bereich der Menschenrechte. Uhl betätigte sich journalistisch und war 2002 den tschechischen Grünen – Strana zelených – beigetreten, 2007 trat er aus der Partei aus. Er hatte verschiedene Ämter im Bereich Minderheiten, Menschenrechte und Probleme der Roma inne, für die er sich u. a. als Mitglied einer Kommission für Roma-Angelegenheiten der Tschechischen Sozialdemokratischen Partei einsetzte.

## Ehrungen
- 1998 tschechische Verdienstmedaille
- 2002 Österreichischer Journalistenpreis von Reporter ohne Grenzen
- 2006 wurde Uhl zum Ritter der französischen Ehrenlegion (Légion d’honneur) ernannt
- 2008 Europäischer Karlspreis der Sudetendeutschen Landsmannschaft

## Werke
- Die Herausforderung. Frankfurt/Main 1981 ISBN 3-88332-055-2
- Program společenské samosprávy (Tarntitel: Socialistické hospodářství), mit Kollektiv, Koproduktion Index / informační materiály, Köln 1982
- Právo a nespravedlnost očima Prag 1998